# Werner Walz
Werner Walz (* 9. Dezember 1910 in Stuttgart; † 14. Juni 1994 ebenda) war ein deutscher Schriftsteller.

## Leben
Werner Walz wurde als jüngstes von drei Kindern am 9. Dezember 1910 in Stuttgart geboren. Nach seinem Abitur am Eberhard-Ludwigs-Gymnasium Stuttgart  studierte er von 1929 bis 1933 Rechtswissenschaften in Tübingen und München. In Tübingen wurde er 1929 Mitglied der Studentenverbindung AV Virtembergia Tübingen. Er wurde 1937/38 in Tübingen zum Dr. jur. promoviert.  Er arbeitete kurze Zeit als Anwalt, wurde im Zweiten Weltkrieg eingezogen und ging nach dem Krieg als Justiziar zur damaligen Deutschen Bundesbahn. Dort übernahm er ab 1957 bis zu seiner Pensionierung Anfang der 1970er Jahre die Werbeabteilung als Leiter des Werbe- und Auskunftsamtes für den Personen- und Güterverkehr. In diese Zeit fallen bekannte Werbeslogans der Bahn wie „Alle reden vom Wetter. Wir nicht.“ (1966).
Sein erster Roman, Die schwimmende Insel, der als Vorläufer des Existenzialismus angesehen werden kann, wurde von einem großen deutschen Verlag zunächst angenommen, dann aber wegen der pessimistischen Tendenz, die 1934 nicht mehr zeitgemäß war, nicht veröffentlicht. Erst sein dritter Roman, Das tolle Jahr, erreichte eine Auflage von 25.000 Exemplaren. In seinen späteren Romanen setzte sich Walz unter anderem mit dem Kriegserlebnis und der Besatzungs- und Nachkriegszeit auseinander. Sein Kriegsroman Die tödlichen Tage  (1955) wurde von Hermann Hesse in der Neuen Zürcher Zeitung rezensiert. Sein Theaterstück Menschen von Morgen (1954) wurde vom Inseltheater Karlsruhe uraufgeführt. Nach der Veröffentlichung von weiteren Romanen und Gedichtbänden widmete er sich ab den 1970er Jahren zunehmend dem Verfassen von Sachbüchern zu Bahn und Auto.
Im Jahre 1991 war Werner Walz als Ehrengast in der Villa Massimo in Rom eingeladen.
Werner Walz lebte und arbeitete unter anderem in Karlsruhe, Walldorf, Friedrichsdorf und von 1978 bis zu seinem Tod 1994 in Stuttgart. Er war zwei Mal verheiratet und hatte zwei Söhne sowie eine Tochter.

## Werke
- Die Schwimmende Insel, Roman, 1933.
- Das tolle Jahr, Roman, Hohenstaufen-Verlag, Stuttgart, 1942
- Die Mantis, Roman, Kohlhammer Verlag, Stuttgart, 1948
- Die Straße, Bilderbuch, zusammen mit Marigard Bantzer, Otto Maier Verlag, Ravensburg, 1950
- Menschen von Morgen, Schauspiel, 1954
- Die tödlichen Tage, Roman, Grote’sche Verlagsbuchhandlung, Hamm, 1955
- Zeit zur Umkehr, Schauspiel, 1955
- Altamira, Roman, verfasst unter dem Pseudonym Lasko Vézère, Grote’sche Verlagsbuchhandlung, Rastatt, 1960
- Ein Flugblatt Gedichte, Gedichtband, 1960
- Geht im Baum der Abendwind, Bilderbuch, zusammen mit Marigard Bantzer, Otto Maier Verlag, Ravensburg, 1961
- hirsch, Gedichtband, Josef Keller Verlag, Starnberg. 1971
- Die schönen Plakate der Deutschen Bundesbahn, Boldt Verlag, Bonn, 1971
- Verkehrsmärkte der Bahn, herausgegeben von Werner Walz und Hans Hermann Waitz, Hestra-Verlag Darmstadt, 1972
- Werben – wie macht man das? Eisenbahn-Fachverlag, Heidelberg/Mainz, 1977
- Erlebnis Eisenbahn, Sachbuch, Motorbuch Verlag, Stuttgart, 1977
- Die Eisenbahn in Baden-Württemberg, Sachbuch, Motorbuch Verlag, Stuttgart, 1980
- Wo das Auto anfing, Sachbuch, Verlag Stadler, Konstanz, 1981 (ab 5. Auflage 1989: Daimler-Benz: Wo das Auto anfing)
- Im Zeichen des Kometen, Roman, Oberbaum Verlag, Berlin, 1984
- Deutschlands Eisenbahn 1835-1985, Sachbuch, Motorbuch Verlag, Stuttgart, 1985
- Galaxien, Gedichte, 1986, von Loeper Verlag, Karlsruhe, ISBN 3-88652-068-4
- Hohenzollern und seine Bahnen, Sachbuch, Motorbuch Verlag, Stuttgart, 1990